# Ад (книга)
Вижте пояснителната страница за други значения на Ад.
„Ад“ (на английски: Inferno) е роман на писателя Дан Браун, четвърта книга от поредицата за Робърт Лангдън.

## Сюжет
Харвардският професор по религиозна символика Робърт Лангдън се озовава в болница, а сред вещите му има непознат страховит предмет. След заплаха за живота му, заедно младата лекарка Сиена Брукс, започва гонитба из Флоренция. За да се спасят му помагат познанията му за тайни проходи и древни загадки, серия стихове на Данте, серия ри, скрити дълбоко в прочути творби на Ренесанса.

## Премиера
Книгата е официално издадена в САЩ на 14 май 2013 г. В България е пусната по книжарниците на 12 юни същата година от „Бард“. Преводът е на Крум Бъчваров, Елена Кодинова и Венцислав Божилов.